# Hans Huyn (Diplomat)
Hans Huyn (ursprünglich Johannes Franz Carl Victor Clemens Max Maria Graf von Huyn; * 3. Juli 1894 in Krakau, Österreich-Ungarn; † 20. August 1941 in São Paulo, Brasilien) war ein österreichisch-deutscher Diplomat. Nach dem Adelsaufhebungsgesetz in Österreich 1919 verlor er seinen Titel.

## Leben und Tätigkeit
Johannes Graf von Huyn war ein Sohn des Carl Georg Otto Maria Graf von Huyn (1857–1938), einem General in der k.u.k.-Armee und seiner Frau Ignatia, geb. Gräfin von Lützow (1871–1956). Er schlug zunächst die Militärlaufbahn ein: Von 1908 bis 1912 besuchte er die Marineoffizier-Schule in Fiume (Rijeka). Anschließend gehörte er bis 1917 der k.u.k.-Marine an, u. a. auf dem Flaggschiff der österreichisch-ungarischen Flotte Viribus Unitis. Ende 1917 wurde er ins Marineministerium in Wien versetzt.
Nach dem Zusammenbruch der Habsburger-Monarchie war Huyn in der Privatwirtschaft tätig. 1921 trat er in den österreichischen diplomatischen Dienst ein. Bis 1924 war er in diesem Rahmen als Attaché bei der österreichischen Vertretung in Warschau. Von 1924 bis 1927 fungierte er als Warschauer Vertreter der halboffiziellen deutschen Nachrichtenagentur Wolffsches Telegraphenbüro.
1927 wechselte Huyn in den deutschen diplomatischen Dienst: Bis 1934 bekleidete er den Posten eines Presseattachés an der deutschen Gesandtschaft in Warschau. Im Sommer 1934 schied er nach öffentlicher Distanzierung vom Nationalsozialismus aus dem diplomatischen Dienst aus. Stattdessen kehrte er nach Wien zurück, wo er erneut in den österreichischen diplomatischen Dienst eintrat. Ende 1934 wurde er Presseattaché an der österreichischen Gesandtschaft in London.
Nach dem Anschluss Österreichs an das Deutsche Reich im Jahr 1938 blieb Huyn vorerst in London. 1939 begann er sich im Austria-Office, einer der wichtigsten Vertretungen der österreichischen Emigration in London, zu betätigen, in dem er einer der maßgeblichen legitimistischen Vertreter war.
Nach dem Beginn des Zweiten Weltkriegs arbeitete Huyn an deutschsprachigen Sendungen der BBC mit. Um 1940 emigrierte er nach Brasilien.

## Familie
Huyn war seit 1928 mit Elisabeth Charlotte („Liselotte“) von Philipp (* 1910) verheiratet. Diese Ehe wurde 1933 geschieden. 1936 heiratete er in München in zweiter Ehe Irmgard (1908–1952). Aus der ersten Ehe ging der Sohn Hans Graf Huyn (1930–2011) hervor, der deutscher Diplomat, Ministerialbeamter und Mitglied des Deutschen Bundestages war.

## Schriften
- Tragedy of Errors. The Chronicle of a European, London 1939. (als Hans Count Huyn veröffentlicht)